# Чилое (архіпелаг)
Чилоé (ісп. Archipiélago de Chiloé) — архіпелаг в Тихому океані в південній частині Чилі. Головним островом архіпелагу є однойменний острів Чилое. Загальна площа архіпелагу — 9181 км², населення (2012) — 167 659 осіб.
Клімат архіпелагу помірний морський, із середньою температурою 11 °C, середньою кількістю опадів 2000 мм на низовинах та 4000 мм на височинах.
Острови архіпелагу (окрім островів групи Десерторес) належать до провінції Чилое регіону Лос-Лагос.
На архіпелазі поширені вальдивійські ліси. Серед дерев поширені фіцроя та арраян; серед тварин — лисиця Дарвіна та олень пуду.
У доіспанський період на островах Чилое проживали такі індіанські племена як чоно, вільїче та мапуче. Іспанці відкрили Чилое 1553 року, а колонізували — 1567. З метою проповідування християнства серед корінного населення єзуїти проводили на архіпелазі кругові місії. Під час війни за незалежність Чилі архіпелаг був одним із оплотів іспанських роялістів. Після приєднання островів до Чилі (1826) населення продовжувало зберігати свої роялістські проіспанські погляди. У XIX столітті архіпелаг Чилое був базою для чилійської експансії на південь. Значних збитків містам та селам архіпелагу наніс Великий чилійський землетрус 1960 року.
З часів кругових місій єзуїтів збереглося 16 церков, які увійшли до Світової спадщини ЮНЕСКО. На архіпелазі існує окремий чилотський діалект іспанської, сформований в тому числі під впливом мов корінних індіанських народів. Серед страв на Чилое поширені куранто та асадо, серед напоїв — сидр.
Основою економіки архіпелагу є риболовля, сільське господарство, туризм.

## Назва
Назва Чилое (ісп. Chiloé) походить від слова chillwe мови мапуче, що перекладається як «місце чайки».
Мешканців Чилое називають чилотами.

## Географія

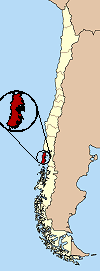
Архіпелаг на карті Чилі

Площа архіпелагу становить 9181 км2. Найбільшим островом архіпелагу є острів з однойменною назвою Чилое площею 8394 км2 (91,4 % території архіпелагу). На сході острів омивається морем Чилое, в якому розміщені інші острови архіпелагу: Кінчао, Лемуй, Транкі та Десерторес. На північному та південному сході від архіпелагу знаходяться відповідно затоки Анкуд та Корковадо. Найпівденнішим островом архіпелагу є Гуафо, розташований за 40 км на південний захід від найбільшого острова. Чилое відокремлений від материкової частини Чилі протокою Чакао завширшки 2 км, що розташована на північ від нього. Острів Чилое переважно горбистий, на ньому розташовані хребти П'ючен та Піруліл, що простягаються з півночі та південь. Їхня висота не перевищує 800 м.
Клімат архіпелагу помірний морський. Середня річна температура становить 11 °C, середня кількість опадів — 2000 мм на низовинах і 4000 мм у висотних областях.
Більшість островів архіпелагу Чилое входить до однойменної провінції, яка є частиною регіону Лос-Лагос. Острови групи Десерторес входять до складу провінції Палена того ж регіону. Адміністративним центром провінції Чилое є місто Кастро. Місцева римо-католицька єпископська катедра розташована у Анкуді. Між островом Чилое та материковою частиною Чилі існує поромна переправа. 2015 року з'явилися плани звести на півночі острова Чилое міст, щоб з'єднати архіпелаг із материком, але проти цього виступають мешканці острова, мотивуючи це забрудненням та руйнуванням довкілля.

## Флора і фауна

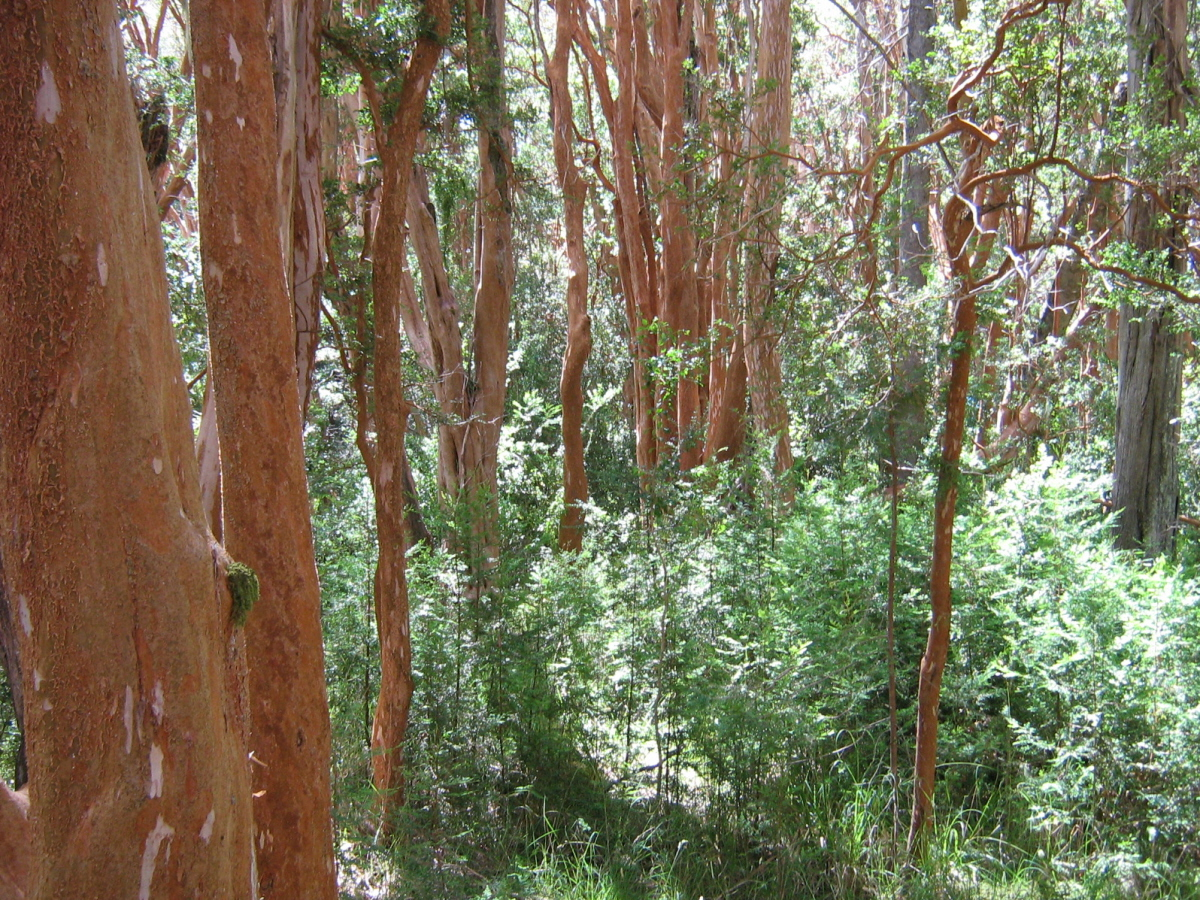
Арраяни

Острови архіпелагу вкриті вальдивійськими помірними дощовими лісами, в яких дуже густий підлісок та багато моху і папоротей. Серед дерев переважають такі види: арраян, Nothofagus dombeyi, Chusquea quila, гуннера мальовнича та авелланський горіх. Фіцроя та Metrosideros stipularis ростуть на гістозолях. До скресання зледеніння Ллянкіуе більша частина острова була вкрита відкритими ландшафтами. Близько 12,5 тисяч років тому відбулося потепління, і острови вкрилися лісами.
За даними хронологічних записів, місцевих землеробів і аналізу ДНК находить значну підтримку гіпотеза, що найпоширеніший у світі вид картоплі, Solanum tuberosum tuberosum, походить саме з острова Чилое, та культивувався тубільними мешканцями острова задовго до прибуття іспанців.

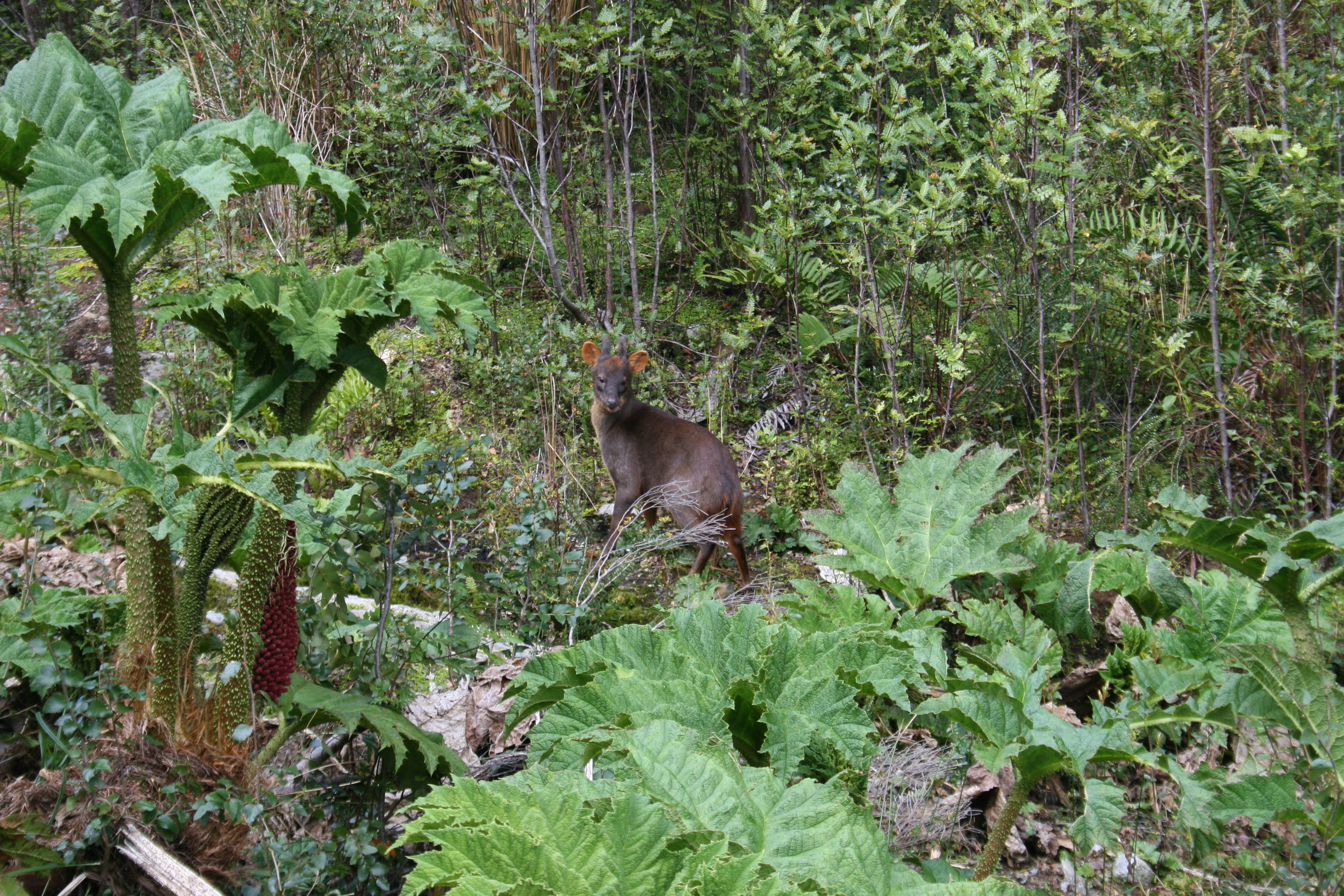
Олень пуду

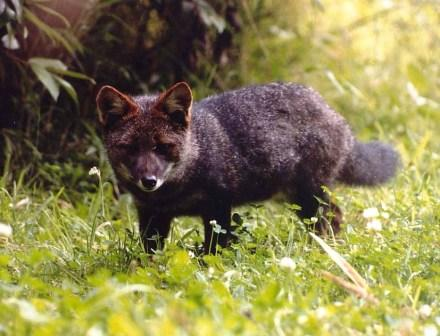
Лисиця Дарвіна

Серед наземних видів тварин найбільшими є лисиця Дарвіна та олень пуду. У морських водах біля архіпелагу зустрічаються Cephalorhynchus commersonii та південні морські леви. Навколо островів також були помічені кілька видів китів, зокрема сині та південні гладкі кити.

## Історія

### Доіспанський період

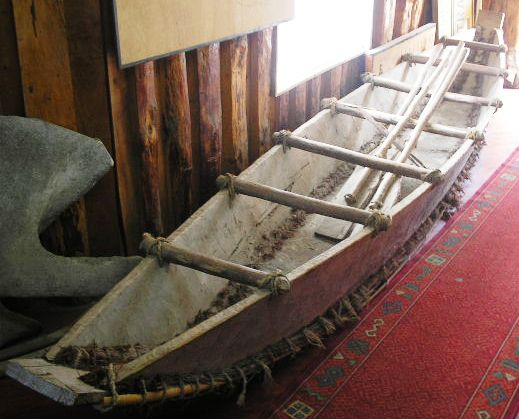
Реконструкція човна далка, який використовували народ чоно

Згідно з археологічними дослідженнями у Монте-Верде, архіпелаг був заселений ще близько 12000-11800 роках до нашої ери. Першими етнічно ідентифікованими мешканцями архіпелагу був народ чоно. На островах Чилое є багато топонімів, пов'язаних з народом чоно. Основним корінним народом, що населяв Чилое до іспанської колонізації, були вільїче. Окрім того, в той період на островах фігурували мапуче.

### Іспанська колонія (1567—1826)
Головний острів Чилое був уперше відкритий експедицією Франсіско де Ульоа 1553 року. 1567 року губернатор Чилі Родріго де Кірога організував експедицію на чолі з Мартіном Руісом де Гамбоа, який завоював Чилое. Він назвав нові території Новою Галісією та заснував місто Кастро.
На початку колоніального періоду іспанці привезли на архіпелаг ряд сільськогосподарських культур та видів свійських тварин Старого Світу та спробували вирощувати їх тут. Проте вдало це зробити вдалося лише зі свиньми та яблунями; пшениця вирощувалася у значно менших обсягах, ніж картопля.
Спочатку духовну місію на Чилое виконували мерседарії та францисканці. 1608 року прибули перші єзуїти. Останні для місіонерства серед населення, розкиданого між островами, розпочали кругові місії. 1660 року вони заснували колегіум в Кастро. Після 1767 року, коли Товариство Ісуса було заборонене в Іспанії та її колоніях, проповідування продовжили францисканці.
Для захисту Чилі від морських піратів іспанці захопили архіпелаг Гуайтекас на південь від Чилое. Згодом на захопленому архіпелазі розпочалися процеси депопуляції, через що корінний народ чоно осів на Чилое, де згодом асимілювався.
1767 року столицю губернаторства Чилое перенесли до Анкуда. Внаслідок реформ Бурбонів кінця XVIII століття 1784 року архіпелаг був безпосередньо підпорядкований віцекоролівству Перу, тоді як континентальна частина Чилі стала генерал-капітанством. Такі перетворення пов'язані зі зміною поглядів іспанців на Чилое: спочатку архіпелаг вважали багатою колонією, проте пізніше він став проблемною територією у зв'язку з арауканською війною. 1712 року Чилое сильно постраждав внаслідок повстання вільїче. 1793 року було відкрито Королівську дорогу, яка сполучила Чилое з Вальдивією.

### Війна за незалежність Чилі (1812—1826)

Війна за незалежність Чилі (станом на 1817)

Архіпелаг Чилое довго залишався вірним іспанській колоніальній владі під час війни за незалежність Чилі. З 1812 року чоловіки з Чилое вирушали воювати на іспанському боці в Перу, континентальну Чилі, Болівію. Разом з Вальдивією на кінець 1817 року Чилое став оплотом іспанських роялістів. 1820 року влада незалежної Чилі відправила військову морську експедицію на Чилое під командуванням Ґільєрмо Міллера, проте, зазнавши поразки в битві при Агуї, вона виявилася невдалою. 1824 року зазнала невдачі інша чилійська експедиція на чолі з Хорхе Бошефом (битва при Мокопуллі). Тільки 1826 року останній іспанський губернатор Чилое Антоніо де Кінтанілья капітулював перед новою чилійською експедицією Рамона Фрейре.

### Чилійська республіка (1826-дотепер)

Зміна території губернаторства (1568—1826) та провінції (1826—1976) Чилое

З 1826 року Чилое входить до складу незалежної Республіки Чилі.
1834 року архіпелаг відвідав Чарлз Дарвін. Він провів на Чилое пів року. Про роялістські настрої місцевого, зокрема індіанського, населення Дарвін писав:
|  | ...Індіанці закінчували всі свої скарги словами: «І це тільки тому, що ми бідні індіанці і нічого не знаємо; але це було не так, коли у нас був король». |

Чилійська влада використовувала архіпелаг Чилое як базу для експансії. Військова експедиція до Магелланової протоки 1843 року, яка заснувала форт Булнес, була організована на Чилое. Регіон Айсен також було колонізовано із Чилое.
У XIX — на початку XX століття багато жителів Чилое переселилися на континентальну Чилі. Там вони влаштовувалися працювати військовослужбовцями та залізничниками.
Наприкінці XIX — на початку XX століття Чилое втратив економічне та політичне значення для Чилі. Протягом XIX — середини XX століття межі провінції Чилое зменшувалися. 1927 року було організовано провінцію Чилое, яка, окрім островів архіпелагу, включала невелику частину континентального Чилі; центром провінції стало місто Пуерто-Монт. 1976 року внаслідок адміністративної реформи у Чилі було створено нову провінцію Чилое в складі X Регіону Лос-Лагос.
Великий чилійський землетрус 1960 року наніс значних збитків архіпелагові. Зокрема, в Анкуді було зруйновано собор, а місто Кастро було сильно зруйноване.
1982 року столицею провінції Чилое стало місто Кастро.
Від 1980-х років економіка Чилое стала залежати переважно від риболовлі. Внаслідок впровадження неоліберальної економічної моделі за диктатури Августо Піночета більшість (60 %) населення Чилое стало міським.

## Культура

### Архітектура

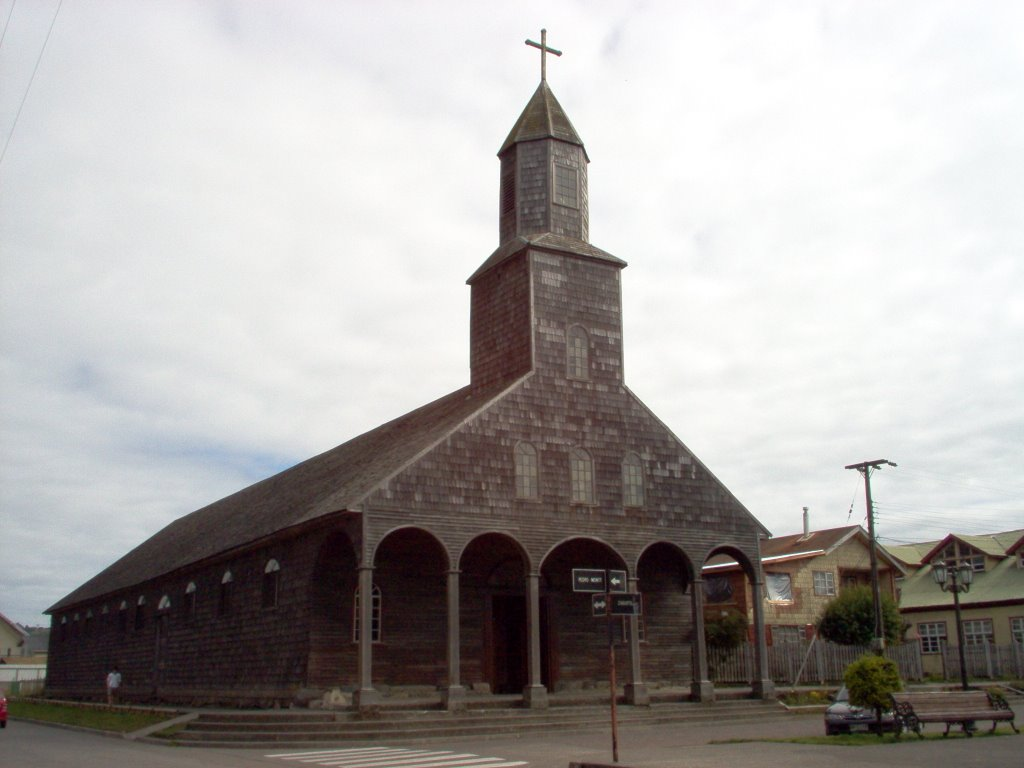
Церква Санта-Марія-де-Лорето в Ачао

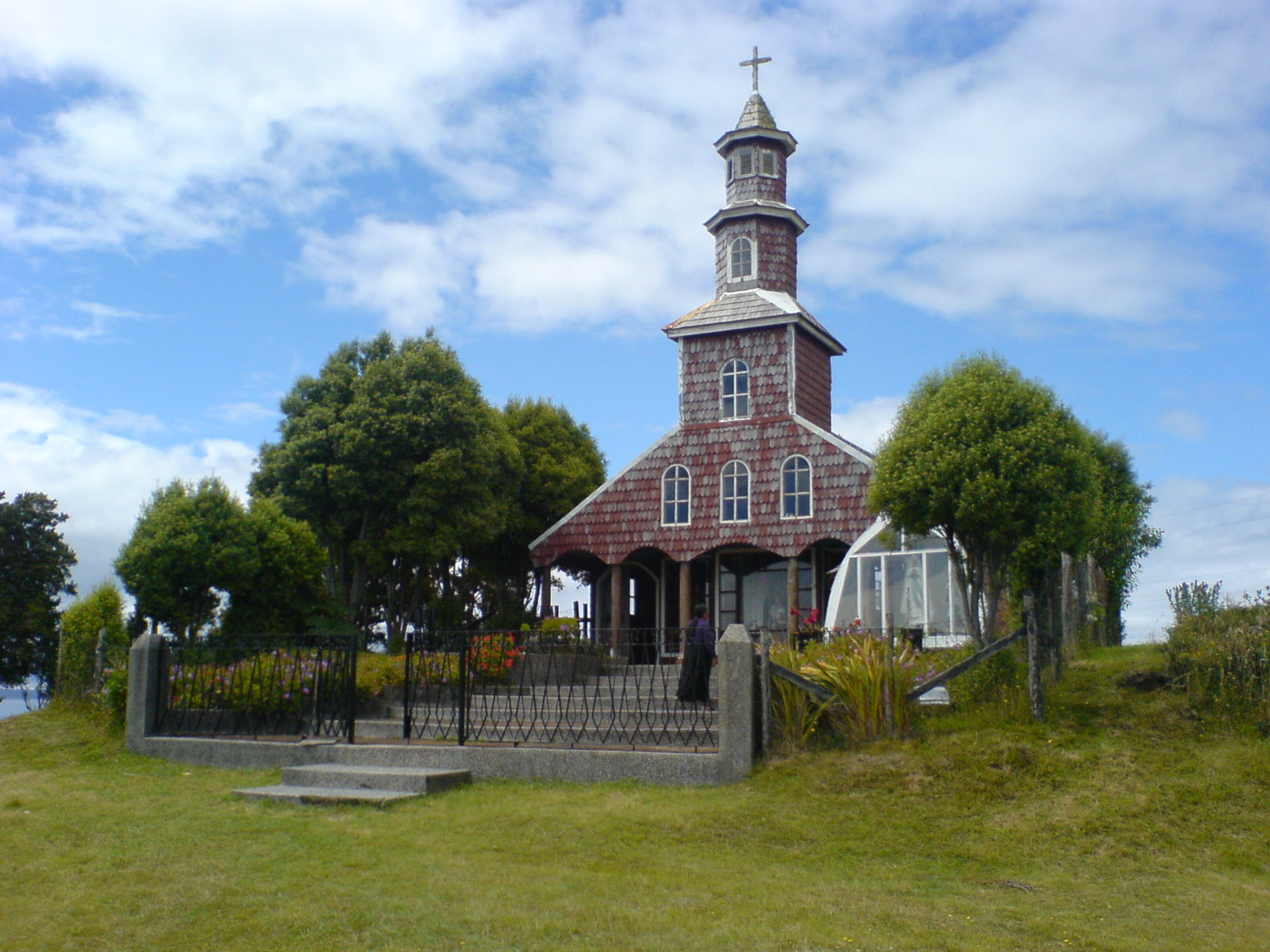
Церква в Чакао. Її стиль поєднує барокові та неокласичні елементи

У зв'язку з територіальною ізольованістю острови Чилое мають окремий архітектурний стиль, який відрізняється від стилю іспанської колоніальної архітектури. Особливою рисою чилотської архітектури є використання ґонту. Загалом, у архітектурі Чилое переважає дерев'яне будівництво.
До Світової спадщини ЮНЕСКО входять «Церкви острова Чилое» — 16 церков, збудованих єзуїтськими проповідниками в рамках кругових місій.

### Чилотська іспанська
На архіпелазі Чилое поширений окремий чилотський діалект іспанської мови. Він має чітко виражені відмінності від чилійської іспанської у вимові, акценті, граматиці. Лексика діалекту сформувалася під впливом мов індіанських народів вільїче та інших мапуче.

### Кухня

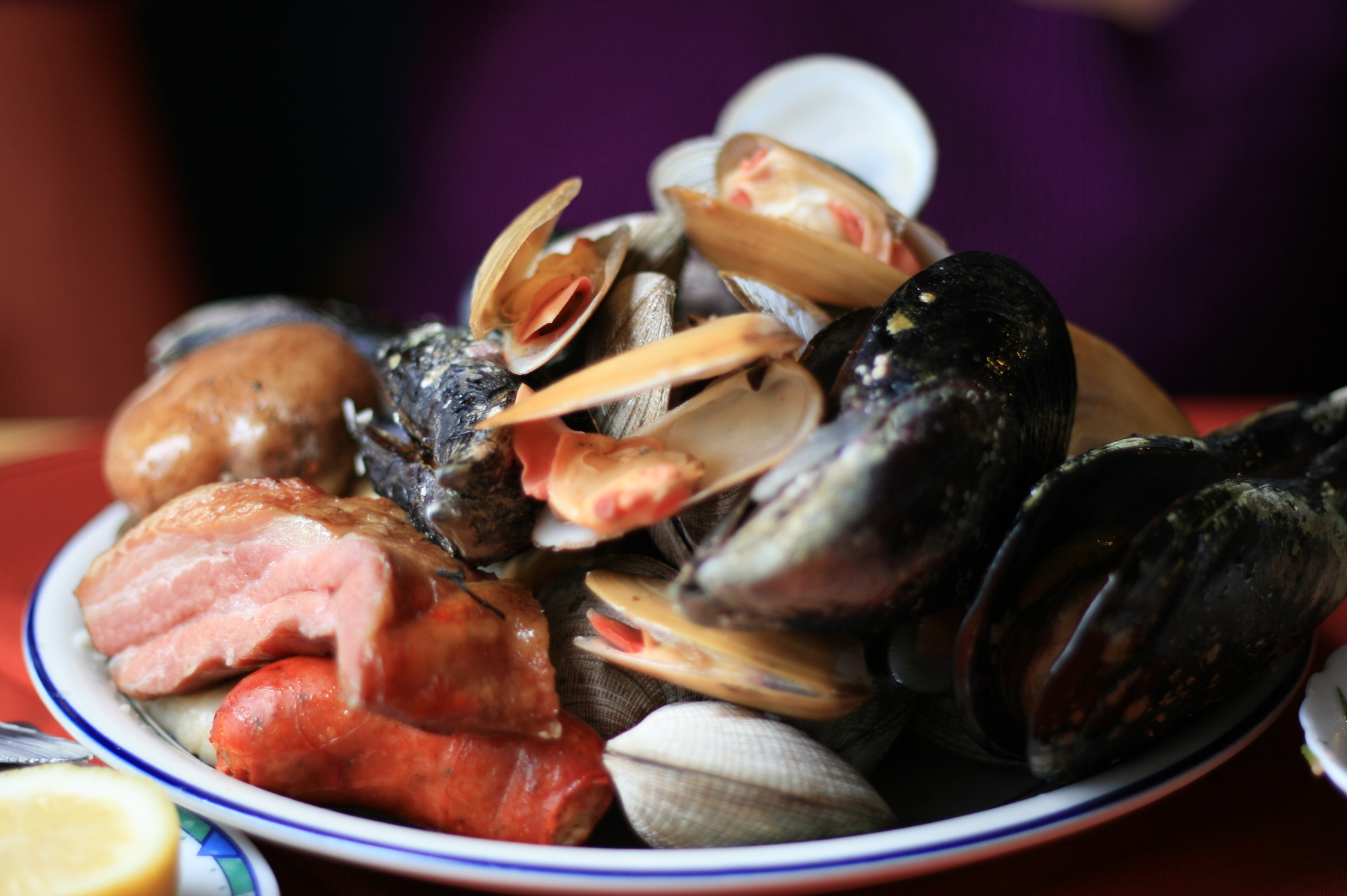
Куранто — традиційна страва архіпелагу Чилое

Традиційна чилотська кухня бере початок з кухні індіанських племен чоно та вільїче. Чилотська кухня використовує велику кількість риби, молюсків, картоплі. На архіпелазі поширена така страва як асадо, що готується у більшості країн Південної Америки. Особливою чилотською стравою є куранто.
Серед напоїв поширеним є алкогольний сидр.

### Мітологія
Чилотська мітологія утворилася внаслідок злиття традиційних вірувань індіанців (мапуче, уїльїчі) та іспанців.
В основі легенди про створення Чилое лижеть боротьба між двома зміями — Тен Тен-Вілу та Кой Кой-Вілу.
У мітології архіпелагу побутують образи таких духів як Калеуче, Трауко, Пінкоя та Імбунче.

## Економіка

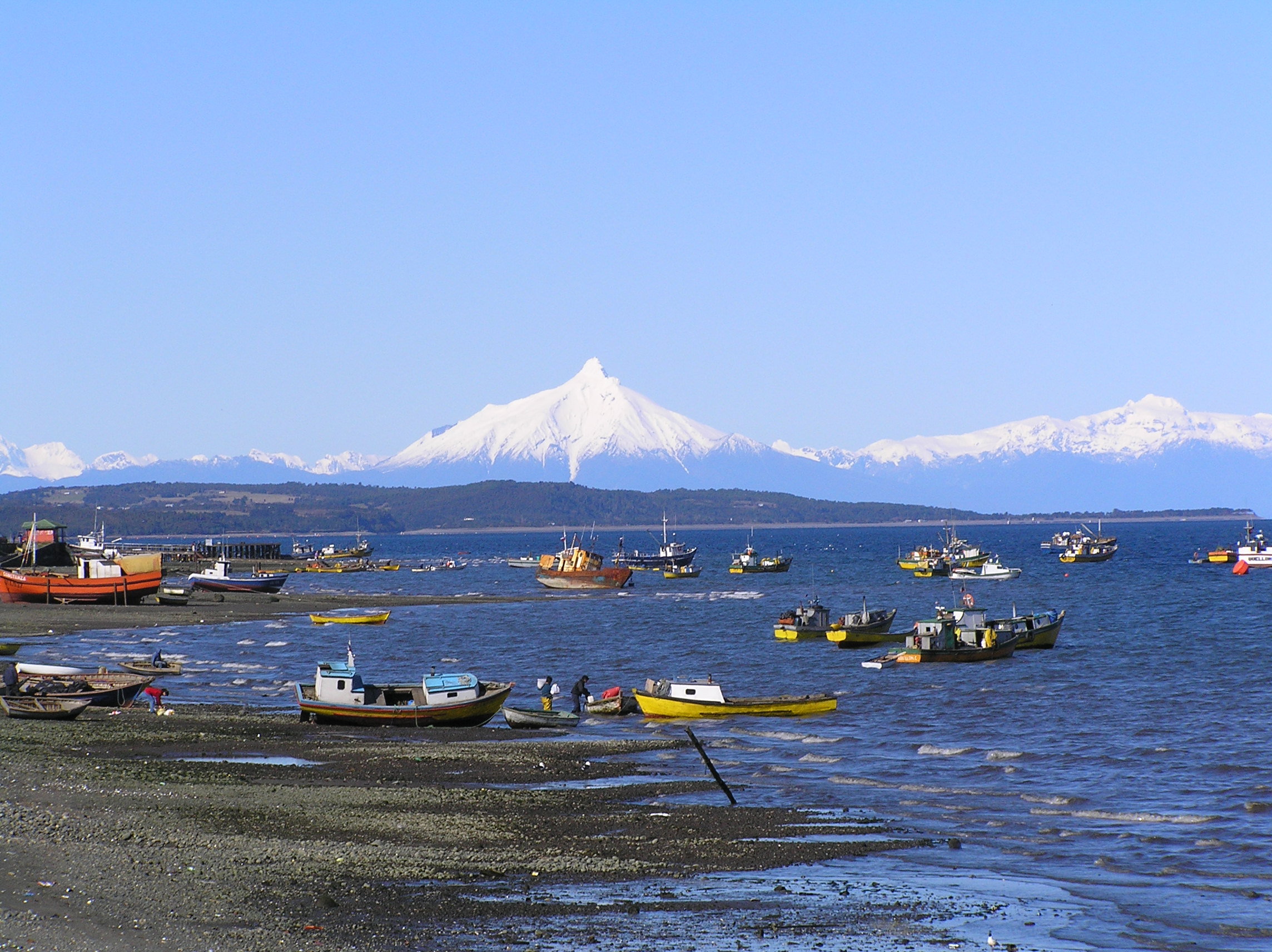
Рибальські човни в Кельйоні

Основною економіки Чилое є риболовля, сільське господарство та туризм.
2012 року авіакомпанія LATAM Chile відкрила у Кастро летовище. Це один із двох (разом з поромною переправою) шляхів до головного острова архіпелагу.
На островах архіпелагу найбільшими туристичними пам'ятками є церкви, що входять до Світової спадщини ЮНЕСКО.

## Населення
На 2012 рік населення Чилое становить 167 659 осіб. 2002 року рівень урбанізації становив 55,95 %. Найбільші міста архіпелагу:
1. Кастро (29 148);
2. Анкуд (27 292);
3. Кельйон (13 656);
4. Далькауе (4933);
5. Чончі (4588);
6. Ачао (3452);
7. Кейлен (1912);
8. Кемчі (1665);
9. Кукао.